# Cil (anatomie humaine)
Pour les articles homonymes, voir Cil.

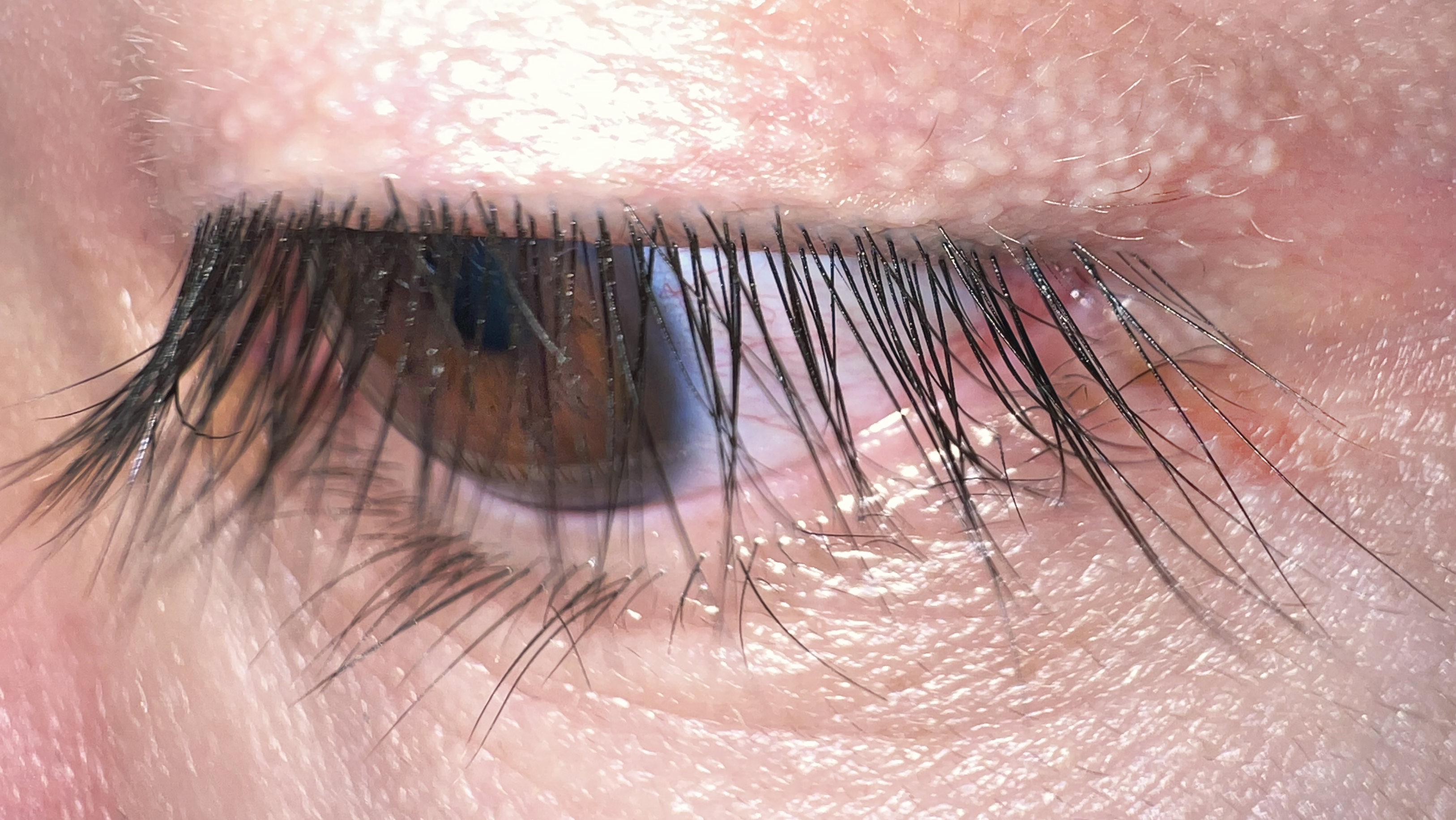
Cils d'un homme

Le mot cil désigne le plus souvent des poils qui poussent sur le bord libre des paupières des êtres humains et qui limitent l'accès de la transpiration et des corps étrangers comme les poussières à l'œil. Ces phanères de structure filiforme renforcent l'étanchéité des paupières lors de leur occlusion.
Dans le corps humain, des cils dits motiles (portés par des cellules multiciliées) existent sur :
- l'épendyme (ils tapissent les ventricules cérébraux) et mettent en mouvement le liquide cérébro-spinal ;
- dans la trachée et les bronches où ils jouent un rôle crucial en captant une grande partie des poussières ou particules inhalées. Ces dernières sont ensuite évacuées vers la gorge ou le nez via l'expectoration et expulsées (par éternuement, mouchage, crachat...), ou le plus souvent inconsciemment avalés et prises en charge par le système digestif ;
- dans les trompes de Fallope (où ils transportent les ovocytes vers l'utérus ;
- l'épididyme. Ces cils, dits stéréocils, sont immobiles et beaucoup plus longs que ceux du système respiratoire, et jouent un rôle important dans le transport et la maturation des spermatozoïdes.

## Anatomie
La vie d'un cil oculaire forme un cycle qui se décompose en trois temps : phase anagène (pousse du cil, qui dure de 4 à 10 semaines), phase catagène (période de dégradation du cil), et phase télogène (période de repos du follicule pileux, au cours de laquelle le cil tombe). Le cycle complet prends 4 à 11 mois. 
Les cils supérieurs sont plus nombreux que les cils inférieurs : de 90 à 160 cils contre 75 à 80 cils. Ils sont aussi plus longs : de 8 à 12 mm, contre 6-8 mm pour les cils inférieurs.
Les cils poussent en permanence, y compris à la suite d'une chimiothérapie.

## Dans la culture

### Symbolisme
Dans la poésie arabe et persane, les cils sont considérés comme les armes de l'amour, lui-même instillé dans les yeux.  On les compare à des lances, à des épées, à des flèches : tes cils sont des flèches dans l'arc formé par tes sourcils, et qui toutes atteignent leur but.
Ils sont non seulement les armes, mais l'armée de l'amour : tes cils sont deux rangées de cavaliers rangés pacifiquement en face des uns des autres ; mais le sang coule chaque fois qu'ils en viennent aux mains, c'est-à-dire lorsqu'ils se rapprochent pour lancer une œillade. 